# Stadio Moulay Abdallah
Lo stadio Moulay Abdellah (in arabo المجمع الرياضي الامير مولاي عبد الله‎?), più propriamente complesso sportivo Principe Moulay Abdellah, è stato uno stadio multifunzionale della città di Rabat, in Marocco. Lo stadio poteva contenere una capienza di 53 000 spettatori. È stato demolito nel 2023. Lo stadio è stato sostituito dal Prince Moulay Abdellah Stadium , nuovo stadio costruito per un costo di 500 milioni di euro per ospitare il Mondiale di calcio del 2030.
Inaugurato nel 1983, ospitava le partite casalinghe del FAR Rabat.

## Storia
Inaugurato nel 1983, cinque anni dopo ha ospitato la Coppa d'Africa 1988.
Dopo un primo rinnovamento attuato nel 2000, con l'installazione di nuovi seggiolini, nel 2014 lo stadio è stato ristrutturato secondo gli standard della FIFA. Ha ospitato alcune partite dell'edizione 2014 e dell'edizione 2022 della Coppa del mondo per club FIFA. Nel 2022 ha ospitato alcune partite della Coppa d'Africa di calcio femminile.

## Strutture
Il complesso era costituito da uno stadio di calcio e da un palazzetto dello sport da 10 000 posti, oltre che da una piscina olimpionica e da una palestra. Lo stadio di calcio ospitava talvolta anche le partite della nazionale marocchina.
Disponeva di 10 000 posti coperti, 1 500 posti singoli e numerati per VIP e funzionari, 5 000 posti singoli per i media e 150 posti per disabili.
Era dotato di una sala stampa di 600 metri quadrati e molte sale aggiuntive disponibili, sala colloqui di 30 metri quadrati al piano terra e zona mista di 600 metri quadrati.